# Acraea maculosa
Acraea maculosa är en fjärilsart som beskrevs av Le Doux 1928. Acraea maculosa ingår i släktet Acraea och familjen praktfjärilar. Inga underarter finns listade i Catalogue of Life.